# Tropiocolotes tripolitanus
Tropiocolotes tripolitanus е вид влечуго от семейство Геконови (Gekkonidae). Видът не е застрашен от изчезване.

## Разпространение и местообитание
Разпространен е в Алжир, Египет, Западна Сахара, Либия, Мавритания, Мали, Нигер и Тунис.
Обитава гористи местности, пустинни области, места с песъчлива почва, дюни, крайбрежия, плажове, плата и езера.

## Описание
Популацията на вида е стабилна.